# Efectul Von Restorff
Efectul Von Restorff (numit după psihiatra și pediatra Hedwig von Restorff 1906–1962), numit și efectul de izolare, prezice că un obiect care „iese în evidență” (prin distinctive encoding) are mai multă probabilitate de a rămâne în memorie decât altele. Mintea noastră va reține elementele neobișnuite, care ies din tipar.
În acest fel se obține o atenție mai mare asupra elementului evidențiat.
Von Restorff a lucrat ca asistentă după doctorat pentru Wolfgang Köhler la Institutul de Psihologie al Universității din Berlin până când Köhler și-a dat demisia în semn de protest către naziști care se amestecau în treburile Institutului. (Demisia lui Köhler’s în 1935 a fost urmată de demiterea asistenților săi, printre care nu doar von Restorff, dar și Karl Duncker)
În timp ce lucra în laboratorul lui Köhler’s, von Restorff a publicat 2 studii, dintre care al doilea împreună cu Köhler (Köhler & von Restorff, 1935). Von Restorff a menționat efectul izolării într-un studiu în 1933 despre amintirea spontană, care a inclus și o discuție despre rolul intenției într-un test de memorie.
De exemplu, o persoană vede o listă de cumpărături cu un element evidențiat cu verde deschis, persoana respectivă are mai multe șanse să își amintească elementul evidențiat față de celelalte. Deci și în cazul studenților care evidențiază pasaje în lecțiile de învățat se aplică acest efect.